# 촐페어아인 탄광

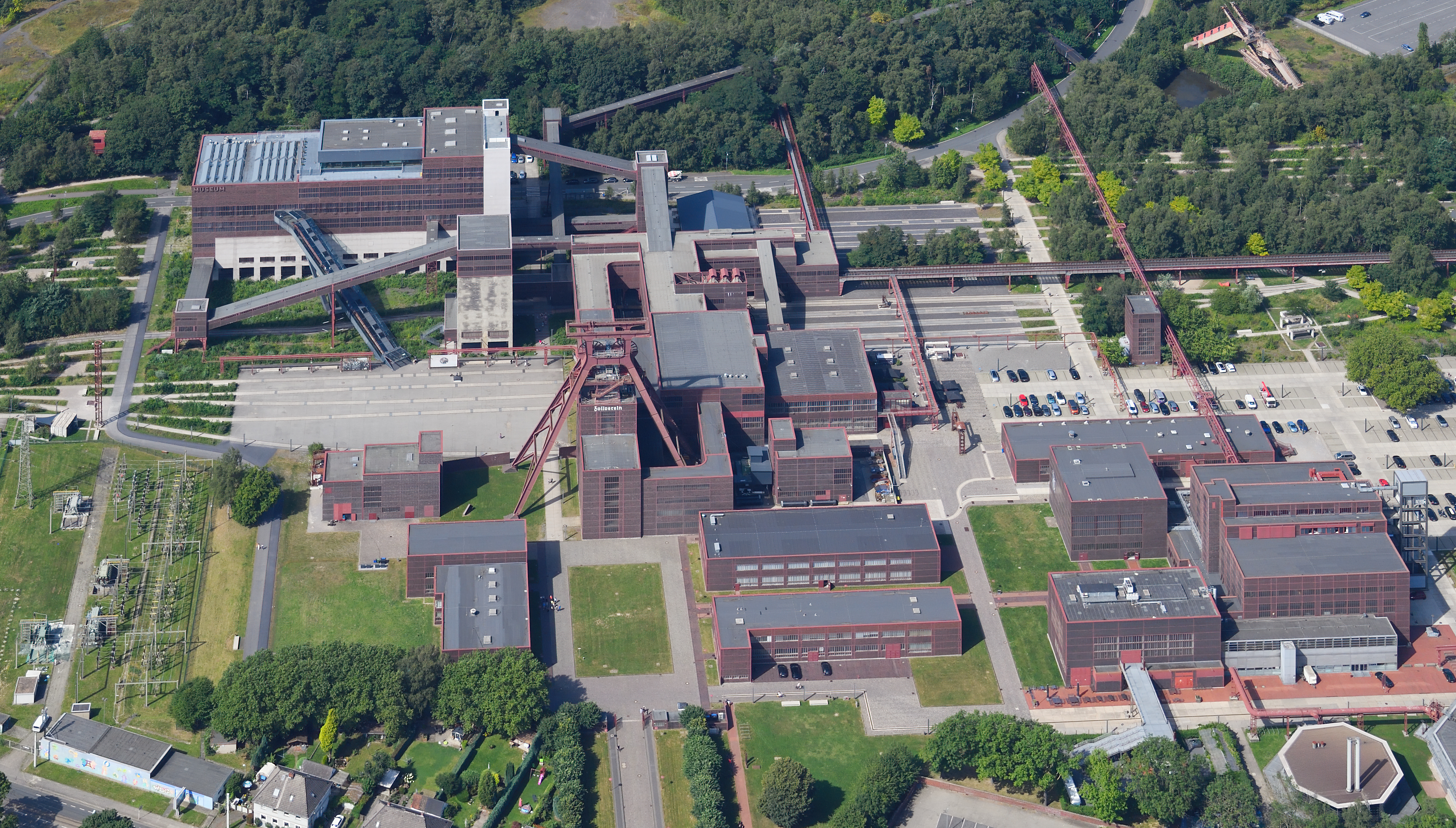
촐페어아인 탄광

체헤 촐페어아인(독일어: Zeche Zollverein) 또는 촐페어아인 탄광 산업단지(Industriekomplex Zeche Zollverein)는 독일 노르트라인베스트팔렌주 에센에 있는 산업 유산이다. 2001년에 유네스코 세계유산에 등록되었다.
이 시설에서 탄광 산업은 1847년에 시작하였으며, 탄광은 1851년부터 1986년 12월 23일까지 이용되었다. 1932년에 만들어진 바우하우스 양식인 제12 채굴갱은 건축 상에서도 기술에서도 걸작이라고 부르고 있으며, '세계에서 가장 아름다운 탄광'라는 평가를 받고 있다.